# Чистець грузинський
Чистець грузинський, чистець достопам'ятний як Stachys memorabilis Klokov (Stachys iberica) — вид рослин з родини глухокропивових (Lamiaceae), поширений у Криму й західній Азії.

## Опис
Багаторічна трав'яниста рослина 20–65 см завдовжки. Стебла численні, припідняті. Стеблові листки до 3–4.5 см завдовжки, найбільш широкі у верхній третині й зазубрені тільки вище середини або цілокраї. Зубці чашечки не довше половини трубки. Віночок жовтуватий, з пурпуровими цятками на нижній губі, зовні волосиста, 11–14 мм завдовжки.

## Поширення
Вид поширений у Криму й західній Азії: Туреччина, Вірменія, Грузія, Азербайджан, Іран, Ірак, Ліван, Сирія.
В Україні вид зростає на приморських обривах і гірських схилах — у пд. Криму.